# Аннонкур
Аннонку́р (фр. Hannocourt) — коммуна на северо-востоке Франции в регионе Гранд-Эст (бывший Эльзас — Шампань — Арденны — Лотарингия), департамент Мозель, округ Сарбур — Шато-Сален, кантон Сольнуа. До марта 2015 года коммуна административно входила в состав упразднённого кантона Дельм.

## Географическое положение
Аннонкур расположен в 31 км к юго-востоку от Меца. Соседние коммуны: Люси и Фремери на северо-востоке, Орон на востоке, Фонтени на юго-востоке, Вивье на юге, Дельм и Донжё на юго-западе, Тенкри на западе, Превокур и Бакур на северо-западе.

## История
- Бывший домен аббатства Сенон в баронате Вивье.

## Демография
По переписи 2008 года в коммуне проживало 14 человек. 

## Достопримечательности
- Пресбитереанская церковь, врата 1752 года.
- Церковь Сен-Мишель XVII века.